# Claire Rops
Claire Rops (du nom de son père), Claire Duluc (du nom de sa mère), Claire Demolder (du nom de son mari) ou encore Monsieur Haringus ou Étienne Morannes (pseudonymes) est une artiste belge ou française née le 19 mars 1871 à Paris et morte le 24 mars 1944 à Corbeil-Essonnes.

## Biographie
Elle naît sous le nom de Claire Duluc, du nom de sa mère Léontine Duluc, l'une des deux sœurs qui sont les compagnes de l'artiste belge Félicien Rops à Paris. Son père, emménageant finalement à Paris, s'intéresse à son éducation, notamment artistique. Il l'envoie aussi en pension à Douvres. Il lui refuse un premier mariage et organise son union avec Eugène Demolder, un cousin éloigné, en 1895.
Avec ce mariage, sa pratique artistique devient professionnelle puisqu'elle illustre les livres de son mari sous les pseudonymes masculins de Monsieur Haringus ou Étienne Morannes. Il ne lui est pas connu d'autres travaux publics même si elle continue à travailler à des travaux privés.
Elle fait des donations de travaux de Félicien Rops en 1921 et 1928, puis de la maison de la Demi-Lune en 1942.

## Travaux

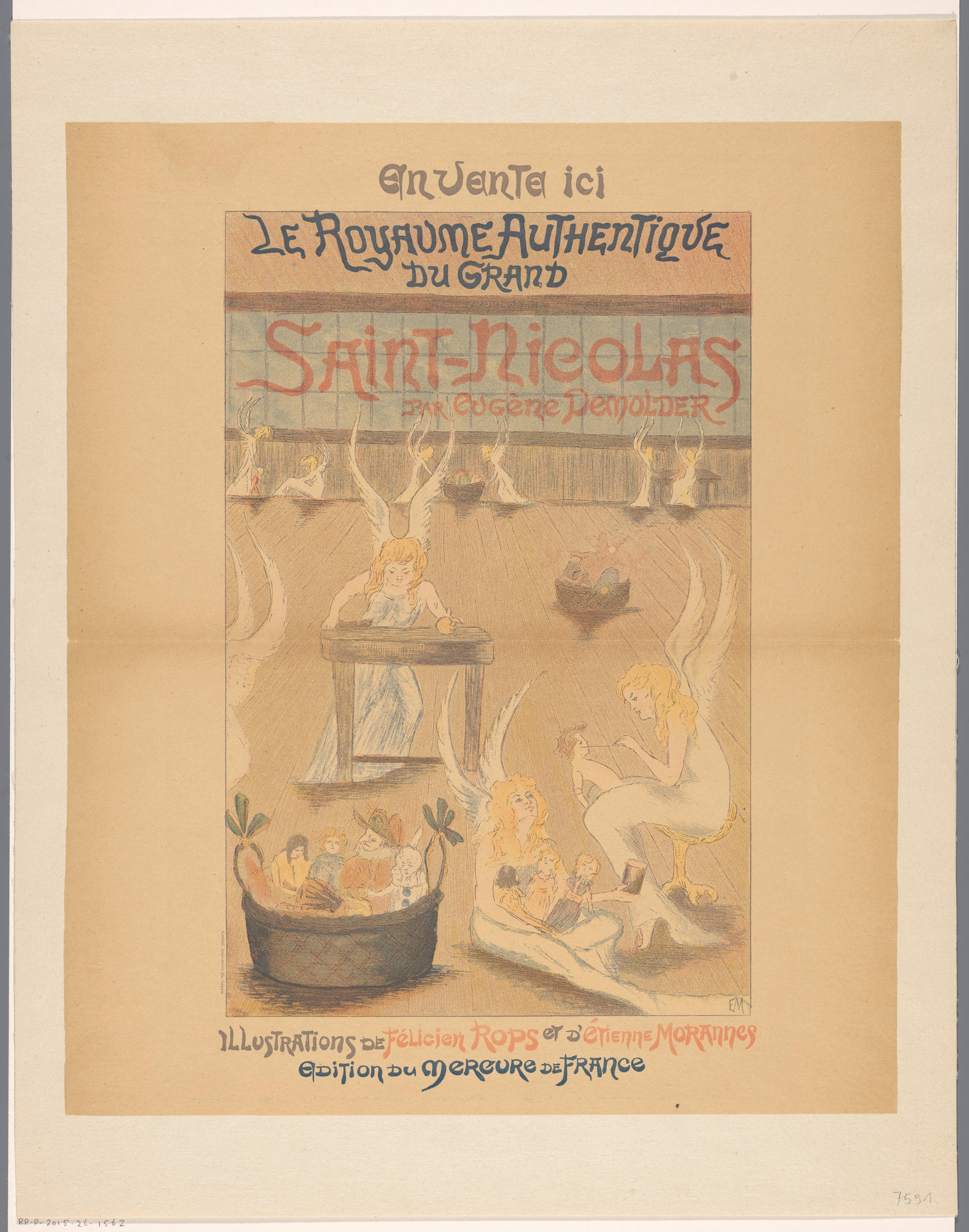
Réclame pour Le Royaume authentique du grand Saint-Nicolas d'Eugène Demolder, illustré par Claire et Félicien Rops, édition du Mercure de France, 1896.

Dans L'Agonie d'Albion, de son mari Eugène Demolder, ses dessins apparaissent sous le nom de Monsieur Haringus, qui est en fait le protagoniste fictif du livre.